# Павлівська волость (Єлисаветградський повіт)
Павлівська волость — адміністративно-територіальна одиниця Єлисаветградського повіту Херсонської губернії.
Станом на 1886 рік — складалася з 2 поселень, 1 сільської громади. Населення — 6628 особи (3216 осіб чоловічої статі та 3412 — жіночої), 1468 дворових господарств.
|                     | Площа, десятин | У тому числі орної, дес. |
| ------------------- | -------------- | ------------------------ |
| Сільських громад    | 16589          | 12528                    |
| Приватної власності | —              | —                        |
| Казенної власності  | 7419           | 2385                     |
| Іншої власності     | 249            | 149                      |
| Загалом             | 24257          | 15062                    |

Найбільше поселення волості:
- Павлівськ — посад річках Чорний Ташлик, Грузька, Помічна за 61 версту від повітового міста, 6635 осіб, 1443 двори, 2 православні церква, 2 єврейських молитовних будинки, школа, поштова станція, 4 лавки, 5 трактирів, 4 постоялих двіри, 2 ярмарки на рік: Середньопісний та Воздвиженський, базари щонеділі. За 2 версти — залізнична станція.